# Факторијални нацрти
Факторијални нацрти (енг. factorial design) садрже једну или више категоричких независних варијабли које се називају фактори и једну или више зависних које су нумеричке или типично континуалне. Обрада резултата врши се статистичком техником названом анализа варијансе, такође познатом под ознаком ANOVA (према енг. Analysis Of Variance). Према броју фактора, она може бити: једнофакторска анализа варијансе, двофакторска анализа варијансе итд.
Факторијални нацрти су експериментална студија у којој се две или више категоричких варијабли истовремено манипулишу или посматрају како би се проучавао њихов заједнички утицај (ефекат интеракције) и одвојени утицаји (главни ефекти) на посебну зависну варијаблу. На пример, истраживач би могао да користи факторијални нацрт да истражи тип лечења (нпр. нова процедура вежбања у односу на традиционалну процедуру) и старост (< 40 наспрам＞40). Примарне предности факторијалног нацрта су у томе што омогућавају процену међуодноса и што су ефикасније од спровођења више студија са једном променљивом у исто време.

## Фазе нацрта
1. Фаза I — конструкција узорка у факторијалним нацртима изводи се према раније описаним поступцима бирања чланова узорка из популације. У експерименталним истраживањима основних психолошких процеса, која углавном користе факторијалне нацрте, најчешће се користе пригодни узорци.
2. Фаза II — Састоји се у утврђивању вредности независне и зависне варијабле. За независну варијаблу истраживач их сам одређује или их бира. Вредности зависне варијабле могу се добити на два начина. Директне мере, тј. сирове мере, добијају се на основу једног мерења, а индиректне мере, тј. изведене мере, на основу више сирових мера, и то на два начина: рачунање просека (за нумеричке дирекетне мере) или рачунање збира (за категоричке директне мере).
3. Фаза III — Састоји се у статистичкој обради података. У факторијалним нацртима основна дескриптивна статистичка обрада састоји се у томе да се израчунају просечне вредности зависне варијабле и то посебно у оквиру сваког нивоа независне варијабле (или сваке комбинације нивоа независне варијабле). Обично се рачунају и мере одступања од просека, нпр. варијанса или стандардна девијација.

## Разлике између факторијалних и фреквенцијских нацрта
1. У фреквенцијским нацртима су све варијабле категоричке, док су у факторијалним само незаисне варијабле категоричке, а зависне варијабле су нумеричке.
2. У факторијалним морају постојати и независне и зависне варијабле, док у фреквенцијским могу, али не морају постојати зависне и независне варијабле.
3. У факторијалним као основне мере рачунају се просеци, док се у фреквенцијским рачунају фреквенце.

Нацрти са једном независном варијаблом називају се једнофакторски нацрти, са две двофакторски, са три трофакторски. Мултифакторски/вишефакторски су са више од две независне варијабле.
За приказивање структуре се користе матрице и стабла нацрта, и то по правилу само за приказ структуре независне варијабле. Могу се користити и шеме фаза нацрта у којима се приказују и независне и зависне варијабле.

## Једнофакторски нацрти
Такође и једносмерни. Садржи једну независну варијаблу (фактор) и једну зависну. Независна има две, три или више категорија тј. нивоа (бивалентни фактор, тривалентни фактор, мултивалентни фактор). Структура фактора код једнофакторских нацрта може се приказати на исти начин као код униваријатних фреквенцијских нацрта: као 1-D матрица односно као једнослојно стабло.
Постоји више подела.

### Нацрт са независним узорцима или непоновљени нацрт
На различитим нивоима независне варијабле учествују различите, међусобно независне групе објеката. Независна варијабла има непоновљене факторе. Код оних у којима се користе селективне независне варијабле најчешће се примењују хомогенизација, блоковање и упросечавање. Код манипулативних и селективних варијабли примењује се рандомизација.

### Нацрт са зависним узорцима, или поновљени нацрт
На различитим нивоима независне варијабле учествују међусобно зависне групе објеката. Независне варијабле имају поновљене факторе. Код оних у којима се користе селективне независне варијабле примењује се спаривање, а код манипулулативних репетиција, а поред ње неки облик контрабалансирања.

## Бивалентни нацрти
Називају се и двовалентни. Независна варијабла има само два нивоа. Матрица нацрта обично се означава са А (као и НВ). Састоји се од две ћелије које садрже ознаке двају нивоа независне варијабле, нпр. а1, а2. Стабло нацрта је једнослојно и садржи две гране. Разлике: униваријатни нацрт садржи једну варијаблу (са две категорије), а задатак истраживања је да утврди фреквенце, односно колико објеката припада једној, а колико другој категорији. Једнофакторски бивалалентни нацрт садржи две варијабле, једну независну (са два нивоа) и једну зависну, а задатак истраживања је да утврди просечне вредности зависне варијабле за објекте на једном и на другом нивоу независне варијабле.

### Нацрти са независним групама (непоновљени нацрти)
Фаза I. = избор узорка објеката (субјеката или стимулуса) из поп.
Фаза II. = утврђивање вредности вар. Прво незав. вар. за све све објекте. Узорак се дели на две групе. Једна група објеката се додељује нивоу а1 варијабле А, а друга нивоу а2. Дуги део ове фазе = утврђивање вредности зав. вар. за све обј. на оба нивоа фактора. Те вредности су у шеми означене са м (јер је реч о мерама). За сваки обј. утврђује се по једна нум. мера зав. варијабле.
Фаза III. = стат. обрада. Први део = дескриптивна стат. = опис резултата. Код једнофакт. бивал. нацрта = израчунавање просечне вредности зав. вар. за чланове двеју група. Рачунају се два просека. Други део стат. обраде = стат. закључивања = инференцијална стат. Гледа се да ли је добијена разлика између два просека статистички значајна или није.

## Подела по степену контроле
Могу бити експериментални нацрти (рандомизирани нацрти) и неекспериментални нацрти. Експериментални могу бити рандомизирани нацрти са блоковањем (ако се дода и блоковање). У неексперименталним нацртима независна варијабла је селективна па се рандомизација не може применити. Стога се ови називају и нерандомизирани нацрти. Називају се и квази-експериментални нацрти (јер независна варијабла није манипулативна).

### Непоновљени нацрти
Непоновљени нацрти могу бити нацрти са равноправним групама и нацрти са експерименталном и контролном групом. У случају нацрта са равноправним групама жели се установити да ли постоје разлике у некој особини код две групе објеката које су са становишта истраживања „равноправне”, тј. подједнако занимљиве, и које се третирају на исти начин. Независна варијабла углавном је селективна, али може бити и манипулативна.
У случају нацрта са експерименталном и контролном групом жели се утврдити да ли неки третман (поступак) има дејства или нема. Експериментална група субјеката је подвргнута третману, а контролна група није. Онда се пореде резултати. Гледа се да ли третман има дејства, да ли постоји ли ефекат и колики је. У неким истраживањима може се користити тест за који постоје подаци о учинку нормативне групе која је коришћена у изради теста. Кључно је да обе групе буду уједначене по свим релевантним особинама, изузев по томе што се код једне примењује испитивани третман, а код друге не примењује. Ако се разликују и по неком другом чиниоцу онда он може играти улогу конфундирајуће варијабле. Ако су експериментална и контролна група уједначене говори се о нацрту са еквивалентном контролном групом, а ако нису, о нацрту са нееквивалентном контролном групом. Уједначеност се постиже техникама контроле спољних варијабли. Рандомизација обезбеђује само уједначеност састава група, па се ипак могу поткрасти конфундирајуће варијабле. Међутим конфундирајуће варијабле могу бити и конфундирајуће ситуационе варијабле.

#### Плацебо ефект
Разлика између експерименталне и контролне групе у њиховом односу према истраживању. Знање о томе да ли је особа члан једне или друге групе може утицати на истраживање. Знање о сврси третмана може понекад да представља конфундирајућу варијаблу. Физиолошки неактивне супсанце могу имати на неке пацијенте дејство слично леку и овај ефекат се зове плацебо. Плацебо ефект се контролише тако што обе групе добију пилуле једнаког изгледа, али једна садржи испитивану супстанцу, а друга неактивну супстанцу. Притом се користи слепи поступак. Субјекти знају да се користе експериментална и контролна група, али не знају којој су додељени. Најчешће се користи двоструко слепи поступак, где ни експериментатор не зна којој групи припадају који субјекти. Ипак се неком шифром обезбеђује информација о томе ко припада којој групи, да би се избегао троструко слепи поступак, где нико не зна шта су испитаници добили. У психологији се плацебо ефекат користи и у ширем значењу од лекова. Он заиста постоји, али није довољно истражен. Он свакако представља конфундирајућу варијаблу, сем ако је у неком истраживању је баш он тема.

### Поновљени нацрти

#### Нацрти са спаривањем
Формирају се две групе различитих објеката, тако да сваки објект (субјект или стимулус) у једној групи има свог парњака у другој групи, одређеног према неком критеријуму. Називају се и нацрти са уједначеним паровима. Статистичка значајност разлика просека двеју група рачуна се на нешто другачији начин него у нацртима са независним групама, а изводи се на исти начин као у нацртима који користе репетицију. По осталим особинама ови нацрти су слични нацртима са независним групама.

#### Нацрти са репетицијом
На оба нивоа фактора појављује се једна иста група објеката. По томе се разлика од нацрта са независним групама и од нацрта са спаривањем, код којих постоје две различите групе, тј. на сваком нивоу учествују различити објекти. Међутим, статистичка значајност разлике просека два нивоа рачуна се исто као и када се користи спаривање.

### Разлике између нацрта са независним (некорелираним) и зависним (корелираним) групама
Код једних нема смисла рачунати коефицијент корелације, а код других има. Поновљени нацрт тј. нацрт са поновљеним мерама је нацрт где се исти објект поново мери на другом нивоу, тј. постоје две мере истог објекта (или два спарена објекта). Код непоновљених нацрта се добија само једна мера од сваког објекта. Разлика између нацрта са независним групама и нацрта са зависним групама у којима се користи репетиција може се показати помоћу шеме распореда објеката и група која приказује који објект је распоређен на којем нивоу независне варијабле и која група објеката учествује на којем нивоу. У истраживању треба сваки објект да учествује или само на једном нивоу (непоновљени нацрт) или на свим нивоима (поновљени нацрт).

## Нацрти са симултаним и сукцесивним мерењем података

### Нацрти са репетицијом
Нацрт са симултаним мерењем. Две мере од сваког субјекта добијају се у оквиру исте експерименталне сеансе. За сваки објект постоје две мере, једна на нивоу а1 и друга на нивоу а2. Затим се рачуна просек М1 мера на нивоу а1 и просек М2 мера на нивоу а2 и утврђује статистичка значајност њихове разлике.

### Нацрт са сукцесивним мерењем
Подаци за сваког субјекта добијају се у две експерименталне сеансе раздвојене у времену. Временски размак може бити било које дужине. За групу објеката који чине узорак зависна вар. се мери прво у тренутку Т1 а затим у тренутку Т2. Ниво а1 независне вар. односи се на мере добијене у тренутку Т1 а ниво а2 односи се на мере добијене у тренутку Т2. Затим се рачунају просеци М1 и М2 који одговарају нивоима а1 и а2 и утврђује се стат. значајност њихове разлике.
Два проблема:
1. У једној група истраживања временски поредак може бити потенц. кофнундирајућа варијабла. Учествовање субјекта на једном нивоу незав. вар. може да утиче на његово понашање на наредном нивоу. Треба примени неку од техника контрабалансирања.
2. У другој групи истраживања. варијабла „временски поредак” није конф. већ је кључни аспект истраживања. Истраж. мери исту зав. вар. код истих субјеката у два врем. тренутка и жели да утврди да ли постоји разлика за два тренутка.

У једној подгрупи поставља се питање да ли са протоком времена услед разних процеса које истраж. махом не контролише долази до разлика у понашању код субјеката. Често у развојној психологији.
У другој подгрупи истраживача интересује утицај одређеног догађаја који се дешава између два мерења зав. вар. и под контролом је истраживача. Прво се код групе субј. измери вредност неке зав. вар. Затим се ти субј. изложе неком третману. После тога се опет измери вредност зав. вар. Такав поновљен нацрт са сукц. мерењем зове се претест-посттест нацрт. Врло су слични нацртима са експер. и контр. групом. Претест онда одговара контр. групи. Посттест одговара експер. групи. Претест се некад назива и контролни ниво а посттест експериментални ниво. Разлика је у томе што се у претест-посттест нацртима користи само једна група субјеката. „Еx post facto” истраживања су истр. у којима стицајем околности није било могуће извршити претест, што онемогућава поређење. Обично нема довољно основа за доношење каузалних закључака.
Извори конфундације код претест-посттест нацрта:
1. Конфундација услед дејства претеста. Учинак субј. на посттесту може бити и последица његовог учествовања на претесту, а не само последица третмана.
2. Конфундација услед спонтаних промена. Разлика у резултату на претесту и посттесту може понекад бити последица промена у субјекту које се током времена одвијају саме по себи, природно, независно од третмана. Код деце се то зове матурација.
3. Конфундација услед начина мерења. Понекад се дешава да истраживачи користе другачији поступак у мерењу зав. вар. у претесту и посттесту. Да би се предупредили овакви проблеми сви аспекти мерења морају се прецизно планирати пре почетка истр. и једнако применити и у претесту и у посттесту.
4. Конфундација услед селективног осипања. Кад неки субјекти који су учествовали на претесту не учествују на посттесту. Ако су субј. животиње назива се и „морталитет”. Посебно велики проблем настаје када осипање није равномерно већ селективно, тј. ако се изгубе субј. који имају неку заједничку особину. Тада су другачије карактеристике узорка на прет. и постт.
5. Конфундација услед регресије ка просеку. Понекад истраж. да би формирао узорак прво задаје неки тест великој групи испитаника, а затим одабере према неком критеријуму један мањи део субјеката за будућа истр. То може бити 25 % субј. са најнижим учинком или 10 % субј. са највишим и слично. Такве групе субј. називају се екстремне групе. Долази до специфичне промене: група субј. са екстремно високим скоровима постигне у другом мерењу нешто гори резултат него у првом мерењу а група са екстремно ниским скоровима постигне нешто бољи резултат. Такав исход назива се регресија ка просеку. Узрок појаве је у томе да већина људских способности није константна у времену већ флуктуира око неког просека. Група са екст. високим скоровима садржаће оне којима је то просек и оне који су тада само били нешто бољи, и обрнуто за лоше. Деси се и да неко ко иначе ради за висок скор, том приликом подбаци па не буде увршћен у екстремну групу, али и обрнуто, да неко ко иначе лоше ради, уради том приликом боље, па такође не буде увршћен у екстремну групу. У даљем току истраживања пак учествују само субј. из екстремних група. Не могу се очекивати значајније обрнуте тенденције, да екстремно висок скор на прет. буде још виши на постт. код истог субј. или обрнуто.

## Мултивалентни нацрти
Два су начина усложњавања структуре факторијалних нацрта: 1) повећавање броја нивоа са два на више од два. Тако се добијају мултивалентни нацрти; 2) повећавање броја фактора са једног на два, три, итд. Тако настају двофакторски, трофакторски, итд. нацрти.

### Мултивалентни једнофакторски нацрти
Они код којих, за разлику од бивалентних нацрта, независна варијабла има више од два нивоа. Омогућавају детаљнији и финији увид од бивалентних. Могу настати проширивањем бивалентних нацрта увођењем додатних нивоа независне варијабле. Деле се на мултивалентне нацрте са независним и са зависним групама, тј. на непоновљене и поновљене мултивалентне нацрте.

#### Нацрти са независним групама
Као и код бивалентних нацрта постоје мултивалентни нацрти са рандомизираним и нерандомизираним групама, зависно од начина расподеле објеката на нивое. Такође, код мултивалентних нацрта постоје, аналогно, нацрти са више равноправних група и нацрти са више контролних и експерименталних група.

### Нацрти са више равноправних група
- Кад је независна варијабла категоричка. Тада је реч о политомији. Циљ таквих истраживања је испитивање разлика у вредности зависне варијабле код квалитативно разлличитих група објеката.
- Кад је независна варијабла нумеричка. Циљ таквих истраживања је да се утврди на који се начин мења зависна варијабла са нумеричким порастом (или опадањем) вредности независне варијабле. Овакви нацрти називају се функционални нацрти (испитује се промена зависне варијавле као функција независне варијабле) или параметарски нацрти (квантитативне варијабле се понекад називају параметри). Трансверзални нацрт садржи независну варијаблу „узраст испитаника” и тада је реч о развојном нацрту са независним групама.
- Нацрти са више експерименталних и контролних група. Нпр. две експерименталне и једна контролна група или једна експериментална и две контролне групе.
- Нацрти са зависним групама.
- Нацрти са симултаним мерењем података. Реч је о истој групи објеката која учествује на више од два нивоа независне варијабле.
- Нацрти са сукцесивним мерењем података. Иста група субјеката тестира се у више од две временски раздвојене експерименталне сеансе.
- Кад истраживача занима спонтана, природна промена неке психолошке функције током времена. Називају се лонгитудинални нацрти. Треба разликовати овакве поновљене развојне нацрте, код којих се једна иста група субјеката прати током времена и описаних трансверзалних развојних нацрта, који су непоновљени и код којих се испитује истовремено више група испитаника различитих узраста.
- Нацрти којима се испитује дејство неког третмана.
- Нацрти са више претестова. Понекад се поузданија слика о понашању субјеката може стећи ако се зависна варијабла мери у више временских тренутака пре почетка третмана, тј. коришћењем већег броја претестова. Посебно погодно ако се употребљава поменута техника коришћења екстремних група. На тај начин контролише се дејство случајних флуктуација мера субјеката и смањује опасност од конфундације услед регресије ка просеку.
- Нацрти са више посттестова. Енгл. „follow up” студије. Помоћу таквих нацрта може се утврдити да ли третман има дуготрајно или само краткотрајно дејство.
- Нацрти са више третмана и тестова. У неким истр. се користи већи број временски раздвојених третмана или се исти третман више пута примењује или је треман дуготрајан па се примењује у оквиру већег броја сеанси. Да би се пратио ефект третмана, у оваквим нацртима могу се применити тестови зависне варијабле између сваке две третманске сеансе или периода.

Број нивоа који је најпогоднији за одређено истраживање зависи од природе проблема који се испитује.

## Двофакторски нацрти
То су факторијални нацрти са три варијабле, две независне и једном зависном. Раније се због недовољне разрађености методолошких и статистичких поступака сматрало да је најбоље вршити истраживање са само једним фактором. Двофакторски нацрт није само збир двају једнофакторских нацрта као што ни биваријатни нацрт није само збир два униваријатна нацрта. Предност су: већа општост резултата, ефикаснији су у коришћењу објеката, дају две могућности контроле спољних варијабли и пружају бољи увид у појаву која се испитује тако што дају информацију о интеракцији. Фактори се овде озаначавају са А и Б, а могу имати и два или више нивоа, који се означавају са а1, а2, а3, итд. и б1, б2, итд.
Фактори морају бити потпуно укрштени (сваки ниво једног фактора са сваким другог). Комбинације нивоа, тј. ситуације, означавају се као и у биваријатним нацртима, комбиновањем ознака нивоа, нпр. а1б1, а2б3, итд. Структура се сагледа преко 2-Д матрица и двојслојног стабла. Разлике са биваријатним нацртима: у биваријатним нацртима постоје две варијабле за које се утврђују фреквенце ситуација, док у двофакторским нацртима постоје три варијабле за које се утврђују просеци вредности зависне варијабле за сваку ситуацију.

### Нацрти типа 2 x 2
Оба фактора су бивалентна. Четири ситуације: а1б1, а2б1, а1б2 и а2б2. Нацрт се може приказати преко 2-Д матрице АБ, која има исту структуру као и матрице биваријатног фреквенцијског нацрта типа 2 x 2. Поступци разлагања и сажимања 2-Д матрица нацрта на основу којих се добијају просте и маргиналне 1-Д матрице потпуно исти као и код биваријатних нацрта. Осим што двофакторски нацрт пружа пуну информацију коју дају и два одговарајућа једнофакторска нацрта, овај нацрт пружа и додатну информацију, садржану у матрици АБ, која не постоји у једнофакторским нацртима. Двофакторски нацрт ефикасније користи објекте него два једнофакторска нацрта. Врсте нацрта по зависности, тј. да ли је реч о факторима са зависним или независним групама.

### Потпуно непоновљени нацрти
Оба фактора користе независне групе.

### Потпуно рандомизирани нацрти
Код оба непоновљена фактора као техника контроле користи се рандомизација.

### Потпуно поновљени нацрти
Оба фактора користе зависне групе.

### Мешовити нацрти
Један фактор поновљен, а други непоновљен.

### Варијанте двофакторских нацрта
Као и у једнофакторским бивалентним нацртима, непоновљени фактори могу бити са равноправним групама или са експерименталном и контролном групом, док поновљени фактори могу користити симултано и сукцесивно мерење података.

#### Потпуно непоновљени нацрти
1. Фаза 1. Чланови узорка се бирају из популације.
2. Фаза 2 (први део). Расподељују се у четири ситуације које одговарају комбинацијама двеју независних варијабли. Фаза 2 (други део). За сваки субјекат се утврђује по једна мера зависне варијабле.
3. Фаза 3 (први део). Основна дескриптивна статистичка анализа састоји се у рачунању за сваку од четири ситуације просечне мере зависне варијабле. Фаза 3 (други део). Фаза статистике закључивања. Рачуна се значајност разлика између разлике просека, као и тзв. тестови интеракције.

#### Мешовити нацрти
Један фактор поновљен, а други непоновљен. Две могућности ће се разматрати.
1. Комбинација експерименталне и контролне групе и претест-посттест нацрта. Понекад се називају претест-посттест двогрупни нацрти. Помоћу оваквог нацрта истраживања може да неутралише изворе конфундације услед дејства претеста, начина мерења и спонтаних промена.
2. Комбинација равноправних група и симултаног мерења.

#### Потпуно поновљени нацрти

##### Сложенији двофакторски нацрти
Ту спадају нацрти код којих је бар један фактор мултивалентан, па према томе они типа 2 х 3, 3 х 5 итд. Однос ових нацрта и нацрта типа 2 х 2 сличан је односу мултивалентних и бивалентних једнофакторских нацрта. Постоје све варијанте поменуте код нацрта типа 2 х 2, само уз одређене модификације због већег броја нивоа.

## Мултифакторски нацрти
Нацрти који садрже више од две независне варијабле и једну зависну варијаблу. Могу бити трофакторски, четворофакторски, итд. Главна предност је да омогућују увид у односе већег броја независних варијабли у њиховом дејству на зависну варијаблу. Фактори се означавају са А, Б, Ц, Д, итд. а њихови нивои одговарајућим индексираним малим словима, на пример а1, б3, ц2, д4, итд. Сви фактори морају бити међусобно потпуно укрштени. Најпростији трофакторски нацрт. је 2 х 2 х 2. Најпростији четворофакторски 2 х 2 х 2 х 2. Број ситуација у нацртима је помножен број нивоа. Трофакторски нацрт се приказује путем трослојног стабла / 3-Д матрица нацрта АБЦ. Може разлагање на просте 2-Д мат. Може се извршити сажимање у главне 2-Д мат. АБ, АЦ и БЦ које се могу сажети у 1-Д матрице А, Б и Ц и на крају у тоталну матрицу Т. Могу се класификовати по типу и по поновљености: 4 могућности: потпуно непоновљени нацрт, потпуно поновљени нацрт, и две врсте мешовитих нацрта. Код четворофакторских нацрта постоји пет могућности. Статистичка анализа једнофакторског, двофакторског и вишефакторског нацрта најчешће се обавља поступком анализе варијансе (скраћеница је ANOVA).

##### Факторијални мултиваријатни нацрти
Кад се жели нагласити да неки факторијални нацрт има једну зависну варијаблу, понекад се говори о факторијалним униваријатним нацртима. (Нпр. нацрт са једном независном и једном зависном варијаблом може се означити као једнофакторски униваријатни нацрт, а нацрт са две независне и једном зависном варијаблом као двофакторски униваријатни нацрт). Факторијални биваријатни нацрти садрже две зависне варијабле, а факторијални мултиваријатни нацрти садрже више од две зависне варијабле. (Нпр. нацрт са једном независном и две зависне варијабле је једнофакторски биваријатни нацрт, а нацрт са две независне и три зависне варијабле је двофакторски триваријатни нацрт). Одговарајући скуп статистичких техника за обраду ових нацрта назива се мултиваријатна анализа варијансе (скраћеница је MANOVA).